# 졸업 노래
《졸업 노래》(卒うた 소쓰우타[*])는 후지 TV 계열에서 2010년 3월 1일부터 3월 4일까지 방송된 4일 연속 스페셜 드라마이다.

## 개요
후지 TV에서 4일 연속 드라마는 2006년·2007년의 《날개가 부러진 천사들》, 2008년 《한순간 바람이 되어라》, 2009년 《혈액형 별 여자가 결혼하는 방법 ♪》에 이어 4번째로 방송된 드라마이다.

## 줄거리
제목대로, 4편의 드라마는 졸업을 테마로 하고 있어, 극중 설정은 한 라디오 프로그램이다.
라디오 프로그램 "뮤직 다이어리"의 퍼스낼리티 각 3명의 청취자 여성들의 졸업을 그린 작품으로, 이 프로그램에서는 매번 다른 졸업 송이 소개되어 각각의 곡에 맞는 스토리가 전개된다. 라디오 퍼스낼리티 타치바나 히토미 역의 나가사와 마사미는 모든 시간의 처음과 라스트에 출연 (실질적인 "스토리 텔러 역")이다. 또한 청취자인 3편까지 배우들은 4편에도 한장면으로 등장, 히토미에 편지를 보낸다.

## 제1밤 Best Friend
Kiroro의 "Best Friend"를 테마로 고교생의 졸업을 그린다. 시청률 8.3%

### 등장 인물
- 타카노 아유미(주인공) - 시다 미라이
- 사토 마미(친구) - 쿠츠나 시오리
- 오카모토 타카유키 - 이리에 진기
- 카토 마사노부 - 소메타니 쇼타
- AD의 남자 - 무로 츠요시
- 타치바나 히토미 - 나가사와 마사미

## 제2밤 길
EXILE의 "길"을 주제로 아버지와 결혼을 앞둔 딸의 졸업을 그린다. 시청률 9.0%

### 등장 인물
- 야마자키 마리코(주인공) - 쿠니나카 료코
- 야마자키 히로카즈(아버지) - 히라타 미츠루
- 사쿠라기 켄타 - 오쿠라 코지
- AD의 남자 - 무로 츠요시
- 야마자키 유미에(우정 출연) - 테즈카 사토미
- 타치바나 히토미 - 나가사와 마사미

## 제3밤 카나데
스키마스위치 "카나데"를 주제로 대학생 커플의 졸업을 그린다. 시청률 9.2%.

### 등장 인물
- 마에지마 유리카(주인공) - 키타노 키이
- 미키 야스지(연인) - 야마모토 유스케
- 사에키 리에코 - 미즈사와 나코
- 이시즈카 카오리 - 이토 마미코
- AD의 남자 - 무로 츠요시
- 타치바나 히토미 - 나가사와 마사미
- 행인 - 챤카와이
- 유리카 대학의 지인 - CHIKARA

## 제4밤 졸업 사진
마츠토야 유미의 "졸업 사진"을 테마로 테마 일의 졸업을 그린다. 시청률 9.8%.

### 등장 인물
- 타치바나 히토미(주인공) - 나가사와 마사미
- 아오키 타케시(소꿉 친구) - 마스다 타카히사
- 키구치 마나미 - 하라 후미나
- 아오키 하츠코 - 우타가와 시이코
- 시모무라 요이치 - 야스다 켄